# Chlorocoma cadmaria
Chlorocoma cadmaria là một loài bướm đêm trong họ Geometridae.